# 린츠 대학교
린츠의 요하네스 케플러 대학교(독일어: Johannes Kepler Universität Linz, 줄임말: JKU)는 오버외스터라이히주의 주도인 린츠에 있는 대학교이다. 대학에는 의학, 사회 및 경제 과학, 법학, 자연 과학, 기술 및 정보 기술 등의 학부에서 약 100개 과정이 있습니다.